# Tvarožná Lhota
Tvarožná Lhota település Csehországban, Hodoníni járásban. Tvarožná Lhota Strážnice, Radějov, Hrubá Vrbka és Kněždub településekkel határos. Lakosainak száma 933 fő (2024. január 1.).

## Népesség
A település lakosságának változását az alábbi diagram mutatja:
| Lakosok száma | 863  | 993  | 975  | 1016 | 936  | 851  | 921  | 930  | 919  | 933  |
|               | 1869 | 1890 | 1921 | 1950 | 1980 | 2001 | 2017 | 2019 | 2022 | 2024 |